# Festival O'les Chœurs
Le festival Ô les Chœurs est un festival de musique, cinéma et d'expositions créé en 1997 et organisé par l'association Elizabeth My Dear. Il se déroule à Tulle (Corrèze) en octobre-novembre.

## Historique
L’association Elizabeth My Dear, structure créée par un groupe de passionnés de musique, de théâtre, et d’art a créé le festival en 1997. Lors de sa création, ses buts et objectifs étaient de relancer la programmation de concerts de musiques actuelles en Corrèze et d’encourager les actions culturelles concernant le spectacle vivant.